# Bon Cop, Bad Cop 2
Série
Bon Cop, Bad Cop
(2006)
Pour plus de détails, voir Fiche technique et Distribution.
Bon Cop, Bad Cop 2 est un film québécois réalisé par Alain DesRochers, sorti le 12 mai 2017 au Canada. Il s'agit de la suite du film Bon Cop, Bad Cop, paru en 2006.

## Synopsis
Au début du film, David Bouchard (Patrick Huard), ayant passé sous couverture pour une enquête, s'enfuit à bord d'une voiture luxueuse qu'il vient de voler dans un stationnement. Bien qu'il soit poursuivi par deux automobilistes, il rejoint discrètement un garage clandestin, où la voiture sera modifiée. Quelques instants plus tard, des policiers entrent en force dans le garage et Bouchard est confronté à son ancien partenaire, Martin Ward (Colm Feore). Pendant qu'ils se battent, Bouchard explique que le chef du réseau de voleurs est absent du garage. Ward accepte de jouer au prisonnier en contrepartie d'une plus longue explication. Bouchard et Ward s'enfuient, les deux policiers simulant un enlèvement. Près d'un cours d'eau, Ward, officier de la GRC, explique à Bouchard, agent de la Sûreté du Québec, qu'il devient de facto son subalterne. Bouchard conteste, mais plie de crainte de perdre tout soutien. Il rajoute qu'il doit retourner auprès du chef du réseau, mais doit être blessé pour que les criminels croient à son histoire. Ward explique que lui aussi doit montrer des signes de lutte. Chacun inflige donc une blessure à l'autre. Ensuite, les adjoints de Ward se présentent sur les lieux ; Ward explique qu'il doivent agir comme si Bouchard s'était enfui et donc chercher des indices pour satisfaire les journalistes.
Bouchard se rend chez lui, où il exige un vieux vêtement et de l'ecstasy. Le matin, un véhicule le recueille et il est amené au chef du réseau, Sylvio Dipietro. Après quelques tests médicaux, Dipietro accepte son histoire. Plus tard, Bouchard se retrouve face à Ward, où les deux s'échangent des informations dans un local attenant à une salle de curling. Le même jour, il observe trois inconnus en compagnie de l'adjoint de Dipietro. De retour au bureau de Ward, ce dernier ne comprend pas ce que manigance Dipietro, puisqu'il a perdu la faveur du parrain de la mafia montréalaise. Bouchard est également perplexe, parce que le vol de voitures luxueuses est moins payant que le trafic de drogues. Bouchard suppute que Dipietro est sur un gros coup, mais ignore lequel. Il fait connaissance avec une informaticienne géniale mais excentrique, MC. Elle lui demande des informations sur les ordinateurs utilisés par Dipietro, mais Bouchard est incapable de répondre. Elle le charge d'approcher une caméra portative des ordinateurs en question.
Bouchard, de retour auprès de Dipietro et de son adjoint, Mike Dubois, apprend qu'il doit augmenter sa cadence de vols. La journée même, Bouchard demande à Ward de l'aider à voler un véhicule coûteux. Quelques jours plus tard, Bouchard se rend dans un bar où Dubois discute avec les trois inconnus. Il ordonne à Ward de le retrouver au plus vite. Quelques minutes plus tard, Ward poursuit le véhicule des trois inconnus, qu'il voit entrer au consulat des États-Unis. Le lendemain, MC confirme que les trois hommes sont des citoyens américains et qu'ils sont au Canada dans le cadre d'une mission humanitaire. Ward se rend ensuite au consulat des États-Unis, où la lourdeur bureaucratique l'amène à quitter le bâtiment.
Quelques jours plus tard, Dubois démontre que Ward et Bouchard sont de mèche. Dipietro et Dubois décident d'éliminer l'agent double. Alors qu'il pensait devoir continuer à voler d'autres véhicules, Bouchard apprend qu'il doit conduire un véhicule volé aux États-Unis. Une fois parti, Dipietro explique aux trois inconnus qu'ils pourront observer ce qu'il leur a promis. Quelque temps plus tard, MC informe Ward que l'automobile de Bouchard est piégée. Lorsque Bouchard apprend le sort réservé à l'automobile, il traverse illégalement la frontière canado-américaine pour l'empêcher d'exploser parmi la foule et est poursuivi par des policiers américains. Bloqué sur un pont, il s'éloigne de l'automobile, qui explose quelques secondes plus tard.
Menotté et prisonnier au poste de police, il ne parvient pas à se faire comprendre des policiers présents. Des agents du FBI se rendent au poste et arrivent un peu avant Ward, qui tente de leur expliquer que Bouchard est son associé et qu'il s'en porte garant. Il est à son tour menotté et emprisonné dans la même pièce que Bouchard. Pendant leur échange verbal, la main droite de Ward tremble : il explique souffrir de la maladie de Lou Gehrig, à son grand chagrin. Il veut réussir cette mission, la dernière de sa carrière sur le terrain. Bouchard promet que les deux réussiront. Le matin, le responsable du détachement du FBI, l'agent Blaine, les libèrent. Escortés jusqu'à la frontière, ils retournent à Montréal.
Les deux capturent Dubois, puis le battent pour connaître l'endroit où se trouve son chef. Les trois se dirigent vers une usine désaffectée, où Dipietro donne des ordres aux conducteurs de voitures piégées, dont le fils de Ward, Jonathan. Les deux agents empêchent le départ de plusieurs véhicules, mais le fils de Ward s'enfuit à la grande tristesse de ce dernier. Bouchard se bat contre Dipietro ; ce dernier meurt en même temps que Dubois, menotté à lui, écrasés par des échafauds à la suite d'explosions. Les deux policiers se rendent au consulat américain dans le but d'alerter les responsables américains de l'opération qui se trame. Au consulat, l'agent Blaine discute avec les trois inconnus et leur donne ses derniers ordres. Il rencontre ensuite Bouchard et Ward, qui apprennent que Blaine complote pour faire exploser les voitures piégées devant des mosquées aux États-Unis. Les deux Canadiens maîtrisent et assomment l'Américain, puis s'enfuient du consulat. Grâce aux informations transmises par MC, ils poursuivent un véhicule blindé qui contient le matériel informatique qui sert à déclencher les explosions. Une fois en contrôle du véhicule, ils le plongent dans un canal, sauvent Jonathan, qui est à New York.
Quelques mois plus tard, le président des États-Unis les décore pour leur bravoure.

## Fiche technique
- Titre original : Bon Cop, Bad Cop 2
- Réalisation : Alain DesRochers
- Scénario : Patrick Huard
- Scénariste-conseil : Valérie Beaugrand-Champagne
- Musique originale : Anik Jean
- Conception artistique : Jean-François Campeau
- Direction artistique : Claude Tremblay
- Costumes : Carmen Alie
- Maquillage : Marlène Rouleau
- Coiffure : Anne-LouiLandry
- Photographie : Ronald Plante
- Son : Martin C. Desmarais, Marie-Claude Gagné, Louis Gignac, Gavin Fernandes
- Montage : Jean-François Bergeron
- 1er assistant à la réalisation : Éric Parenteau
- Production : François Flamand, Patrick Huard et Pierre Even
- Productrice déléguée : Nicole Hilaréguy
- Société(s) de production : Jessie Films, Item 7
- Société(s) de distribution : Les Films Séville
- Budget : 12 millions de dollars[1]
- Pays de production :  Canada
- Langues originales : français et anglais
- Format : couleur
- Genre : comédie policière
- Durée : 126 minutes
- Dates de sortie :
  - Canada : 2 mai 2017 (première au Théâtre Maisonneuve de la Place des Arts de Montréal)[2]
  - Canada : 12 mai 2017 (sortie en salle au Québec)
  - France : 11 novembre 2017 sur Netflix

## Distribution
Sauf indication contraire, les informations mentionnées dans cette section peuvent être confirmées par la base de données cinématographiques IMDb,  présente dans la section « Liens externes ».
- Patrick Huard : David Bouchard
- Colm Feore : Martin Ward
- Marc Beaupré : Mike Dubois
- Noam Jenkins : Sylvio Dipietro
- Andreas Apergis (de) : agent Blaine
- Mariana Mazza : MC
- Erik Knudsen : Jonathan Ward
- Sarah-Jeanne Labrosse : Gabrielle Bouchard
- Catherine St-Laurent : Jen, la serveuse
- Neil Crone (en) : chef de police de Middle Brook
- Jameson Kraemer : policier de Middle Brook
- Christopher Hayes : Ken
- Hamza Haq : Khalid
- Lucie Laurier : Suzie Bouchard
- Marie-Lyne Joncas : Chanel
- Alexis Bélec : client dans les toilettes
- Claude Poirier : lui-même

## Suite
Le 12 juin 2023, une suite est annoncée sous la forme d'une série télévisée. Celle-ci devrait compter huit épisodes d'une heure et sera produite par PaNik Fictions et Jessie Films, en collaboration avec Bell Média. Patrick Huard et Colm Feore reprendront leurs rôles de David Bouchard et Martin Ward, qui devront faire équipe à nouveau dans le cadre d'une enquête qui aura lieu dans une communauté autochtone. En plus de reprendre son rôle de David Bouchard, Patrick Huard est chargé de la production et du scénario de la série et sera appuyé à l'écriture par les auteurs Suzie Bouchard, Benoît Chartier, Éric K. Boulianne et Sébastien Ravary,,.
Henry Czerny, Christine Beaulieu, Joshua Odjick, Robin-Joël Cool et Antoine Vézina s'ajoutent à la distribution, dont le tournage se poursuit entre la Gaspésie, la communauté de Wendake, Québec et Montréal à l'été 2025 pour une diffusion prévue en 2026.